# Irina Kircher
Irina Kircher (1966 a Stuttgart (Baden-Wurtemberg), és una guitarrista clàssica alemanya.
Kircher va començar a tocar la guitarra als sis anys i va prendre lliçons de Mario Sicca als nou anys com a nen preescolar a la Universitat de Música i Arts Escèniques de Stuttgart. El 1976 va rebre el Premi Federal al Concurs de Música Juvenil. El 1979 va rebre el primer premi de guitarra en el grup d'edat II (11-13 anys) al 16è Concurs Federal de Música Juvenil.
A partir de 1983 va estudiar un any amb Antonio Lauro a Caracas. Des de 1984 forma el duo "Montes/Kircher" amb el seu marit Alfonso Montes. El duet va actuar en nombrosos festivals europeus, va oferir més de 1000 concerts i va gravar divuit discos.
Kircher també treballa com a solista i recentment ha enregistrat discos amb obres de Joaquín Rodrigo, Joaquín Turina, Ferran Sor i Isaac Albéniz.

## Discografia
- El millor romàntic de la guitarra espanyola amb l'Orquestra Simfònica de Veneçuela E.A. Marturet Machado, 2001
- Classical Guitar - Masterpieces - Rodrigo, Albeniz / Kircher, 2003
- Classical Guitar - Rodrigo: Concierto de Aranjuez, amb la Venezuela Symphony Orchestra sota Gustavo Antonio Marturet Machado, 2003